# Flabellaria
Flabellaria es un género monotípico de plantas con flores  perteneciente a la familia Malpighiaceae. Su única especie: Flabellaria paniculata Cav., es originaria de África ecuatorial.

## Descripción
Son enredaderas leñosas; en ocasiones descrita como arbustivas. Alcanza los 3,15 m de largo; con tallos de 0,3-0,5-10 cm de longitud. Las inflorescencias son paniculadas, laterales y terminales. Los pétalos blancos, espatulados. El fruto con sólo 1 samara en desarrollo, indehiscente.

## Distribución
Se distribuye por el África ecuatorial. Se encuentra en los bosques lluviosos, a menudo en los bordes, o lugares ribereños; en matorrales o bosques de crecimiento secundario en la sabana, en la sabana herbácea en las llanuras costeras, pantanos , bosques de galería, bosques de montaña; a una altitud de 1150-1650 metros.

## Taxomania
Flabellaria paniculata fue descrito por Antonio José de Cavanilles  y publicado en Monadelphiae Classis Dissertationes Decem  9: 436, en el año 1790.
Sinonimia
- Triaspis flabellaria A.Juss.
- Triopterys pinnata Poir.[3]